# Café moca

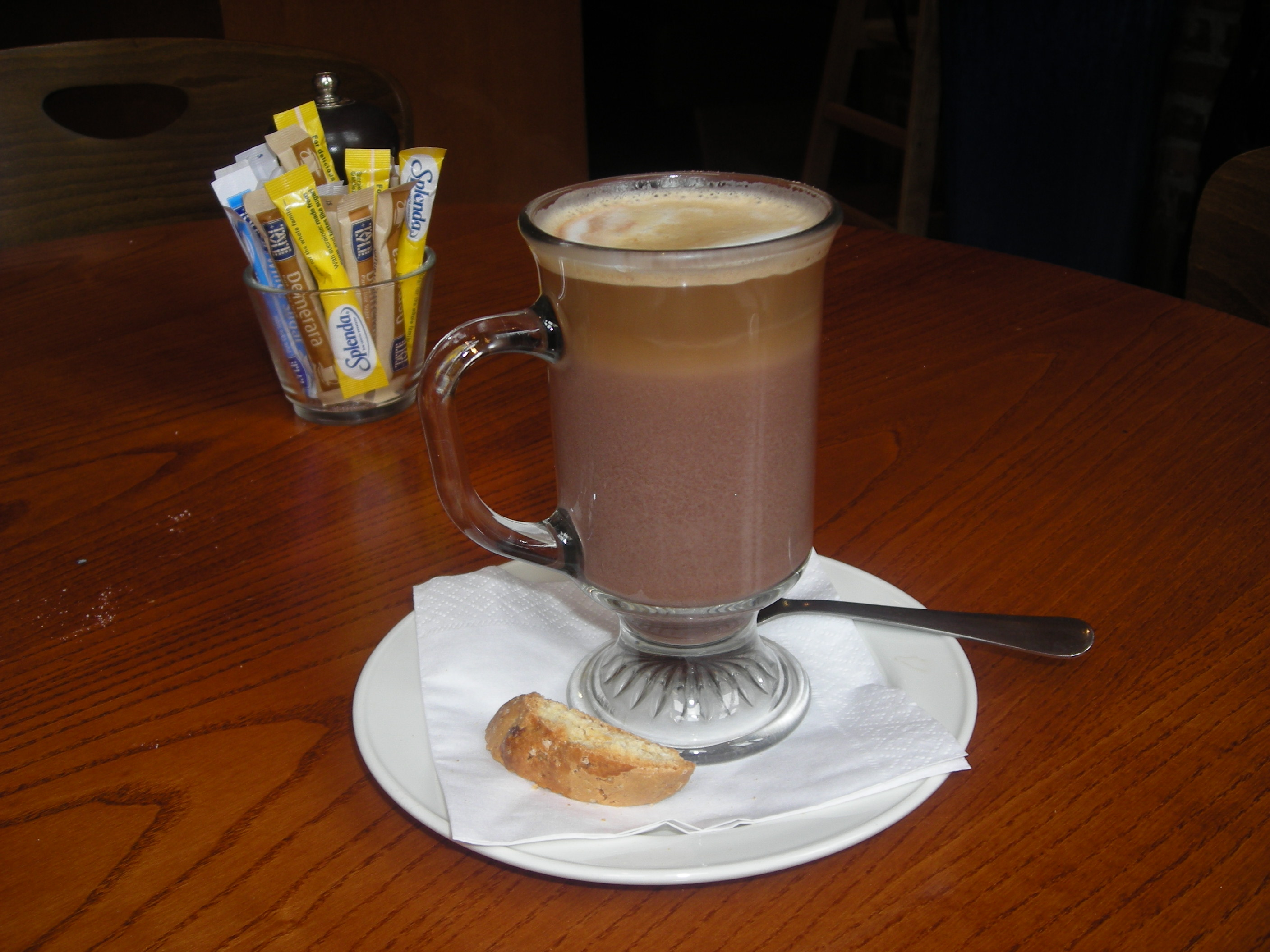
Un moca con una capa de expreso sobre chocolate caliente, servido con un amaretto.

Un café moca es una variante del café con leche. Como este, suele llevar un tercio de expreso y dos tercios de leche vaporizada, pero se añade una parte de chocolate, normalmente en forma de jarabe de chocolate, aunque algunas máquinas usan chocolate en polvo instantáneo. Los mocas contienen chocolate negro o con leche.
Como el capuchino, el moca tiene la famosa espuma de leche encima, aunque a veces se sirve con crema de leche en su lugar. Suele espolvorearse con canela o cacao. También pueden añadirse malvaviscos encima para decorar y dar sabor.
Una variante es el café moca blanco, hecho con chocolate blanco en lugar de negro o con leche. Hay también variantes en las que se mezclan los dos jarabes, mezcla que se conoce con distintos nombres, incluyendo «moca blanco y negro», «moca moreno» y «cebra».

## En otras regiones

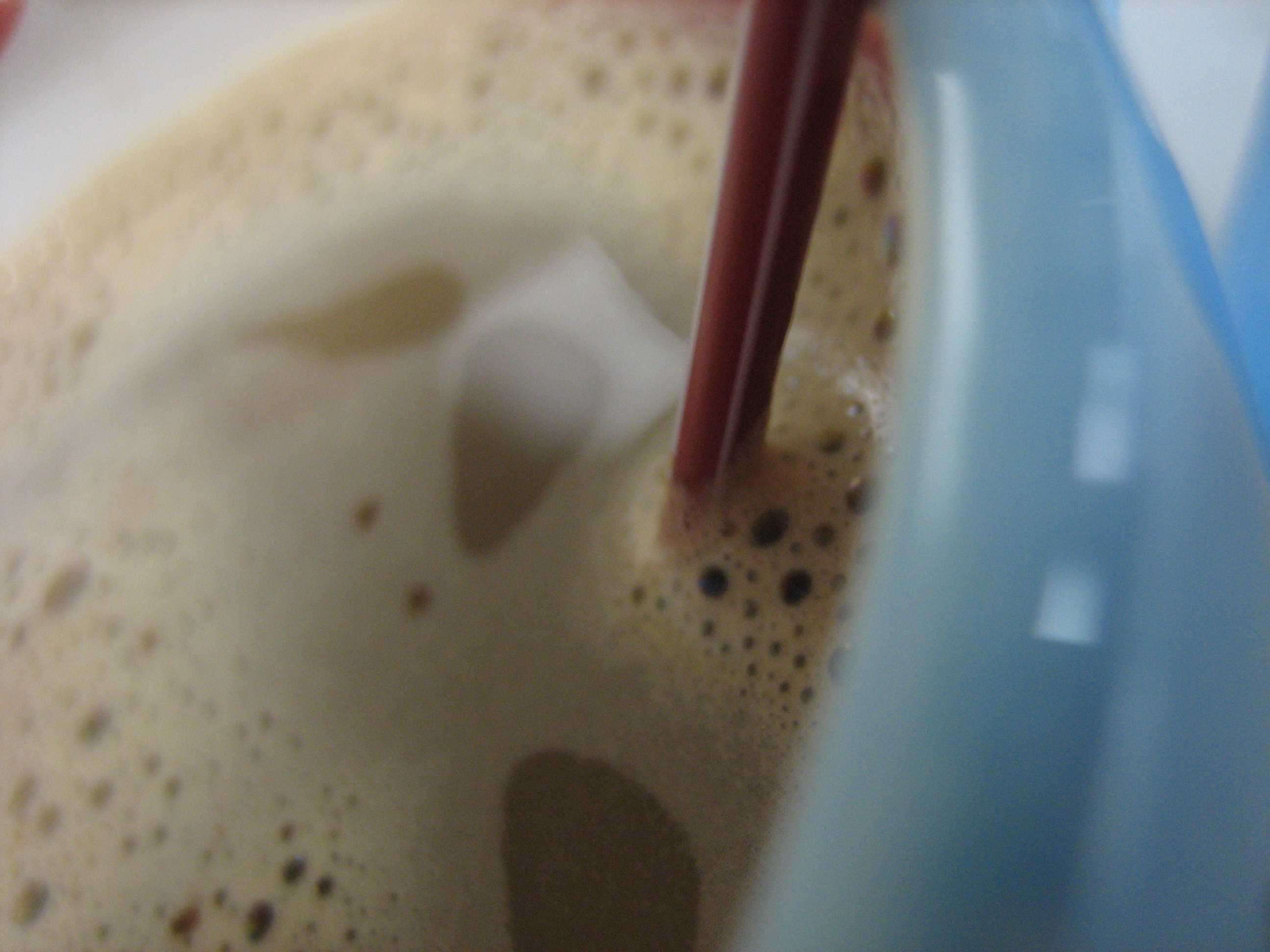
Café moca burbujeante

En algunas regiones de Europa y Oriente Medio se usa el término mocaccino para aludir al café con leche y cacao o chocolate, si bien en otros lugares como Estados Unidos se refiere a un capuchino hecho con chocolate.

## Origen del término
El café moca toma su nombre de la ciudad costera del mar Rojo de Moca (Yemen), que ya en el siglo XV era una importante exportadora de café procedente en gran medida de Abisinia (región de Kaffa), especialmente a regiones de la península arábiga. Se llama también moca a un tipo de grano de café procedente de esta ciudad y que recuerda al cacao, de donde puede venir la asociación con el chocolate y el desarrollo de la bebida de expreso y chocolate. En algunos lugares de Europa el «café moca» puede ser esta bebida o simplemente el café elaborado con granos moca.